# قيصوم كوتشي
قيصوم كوتشي أو أَخيلْيَة كُتْشي (باللاتينية: Achillea kotschyi) نوع نباتي عشبي يتبع جنس القيصوم من الفصيلة النجمية. سمي على اسم عالم النبات تيودور كوتشي.

## الموئل والانتشار
ينتشر في بلاد الشام وتركيا وبلغاريا.